# 風飛鯊6：最終章
《風飛鯊6：最終章》（英語：The Last Sharknado: It's About Time）是一部2018年美國災難電視電影，由安東尼·費蘭提執導。本片為2017年電視電影《風飛鯊5：密集全球》的續集兼《風飛鯊》系列電影的第六部，也是最後一部。由伊恩·齊爾林、泰拉·蕾德、凱西·史考柏、賈達·弗雷德蘭德和薇薇卡·A·福克斯主演。該片以時間旅行、納粹、恐龍、騎士和諾亞方舟為特色，2018年8月19日在Syfy頻道播出。

## 劇情
芬恩為了救回自己被摧毀的世界，必須回到過去，與夥伴們重新對抗鯊魚，以阻止史上第一個風飛鯊的形成並拯救人類。

## 演員
- 伊恩·齊爾林飾演芬利·艾倫·「芬恩」·謝波德（Finley Allan "Fin" Shepard）：前衝浪手，在經歷數次風飛鯊事件後成了名人，喜愛以電鋸砍鯊魚。
- 泰拉·蕾德飾演艾波·黛恩·韋克斯勒-謝波德（April Dawn Wexler-Shepard）：芬恩的妻子，倖存後成為全身皆有武器的改造人。
- 凱西·史考柏飾演諾娃·克拉克（Nova Clarke）：前芬恩的酒吧員工，後成為風飛鯊姐妹團的戰士。
- 賈達·弗雷德蘭德（英语：Judah Friedlander）飾演布萊恩（Bryan）
- 薇薇卡·A·福克斯飾演絲凱（Skye）[註 1]：芬恩的前高中同學，喜歡著芬恩。

### 客串
- 艾爾·羅克（英语：Al Roker）飾演他自己
- 安東尼·費蘭提（英语：Anthony C. Ferrante）飾演歌手

## 附註
1. ↑  該角曾於第二集中陣亡[4]。

## 外部連結
- 互联网电影数据库（IMDb）上《風飛鯊6：最終章》的资料（英文）